# Keleti egerészölyv
A keleti egerészölyv vagy japán ölyv (Buteo japonicus) a madarak osztályába a vágómadár-alakúak rendjébe és a vágómadárfélék családjába tartozó faj.

## Rendszerezése
A fajt Coenraad Jacob Temminck és Hermann Schlegel írták le 1844-ban.

## Alfajai
- Buteo japonicus japonicus (Temminck & Schlegel, 1844) - Közép-Ázsia, Szibéria keleti része, Szahalin, a Kuril-szigetek és Japán
- Buteo japonicus toyoshimai (Momiyama, 1927) - az Izu-szigetek és a Bonin-szigetek
- Buteo japonicus oshiroi (Nagahisa Kuroda, 1971) - Daito sziget
- Buteo japonicus burmanicus - Mongólia, Kína északkeleti része és a Koreai-félsziget [2]

## Előfordulása
Banglades, Bhután, Brunei, Dél-Korea, Észak-Korea, az Északi-Mariana-szigetek, a Fülöp-szigetek, Hongkong, India, Indonézia, Japán, Laosz, Kambodzsa, Kína, Malajzia, a Maldív-szigetek, Mongólia, Mianmar, Nepál, Pakisztán, Palau, Oroszország, Szingapúr, Srí Lanka, Tajvan, Thaiföld és Vietnám területén honos. 
Természetes élőhelyei a mérsékelt övi erdők, szubtrópusi vagy trópusi síkvidéki és hegyi esőerdők, gyepek és cserjések, lápok, mocsarak és tavak környékén, valamint szántóföldek és legelők. Vonuló faj.

## Megjelenése
Testhossza 54 centiméter, szárnyfesztávolsága 122-137 centiméter, testtömege 515-810 gramm.
|  |

## Életmódja
Éles látása igen hatékony vadásszá teszi a keleti egerészölyvet. Fő táplálékforrását a rágcsálók képezik, de más prédát is elejt, például békák, kígyók és giliszták is.
Sok más ragadozó madárhoz hasonlóan a keleti egerészölyvet is gyakran megtámadják a varjak a levegőben, haragosan csipkedve és kergetve őket. Ennek a viselkedésnek az a célja, hogy tudassa az ölyvvel hogy észrevették, elvesztette az esélyét a váratlan támadásra, jobb, ha más vadászterületet keres.

## Természetvédelmi helyzete
Az elterjedési területe rendkívül nagy, egyedszáma ismeretlen. A Természetvédelmi Világszövetség Vörös listáján nem fenyegetett fajként szerepel.